# Путинизм

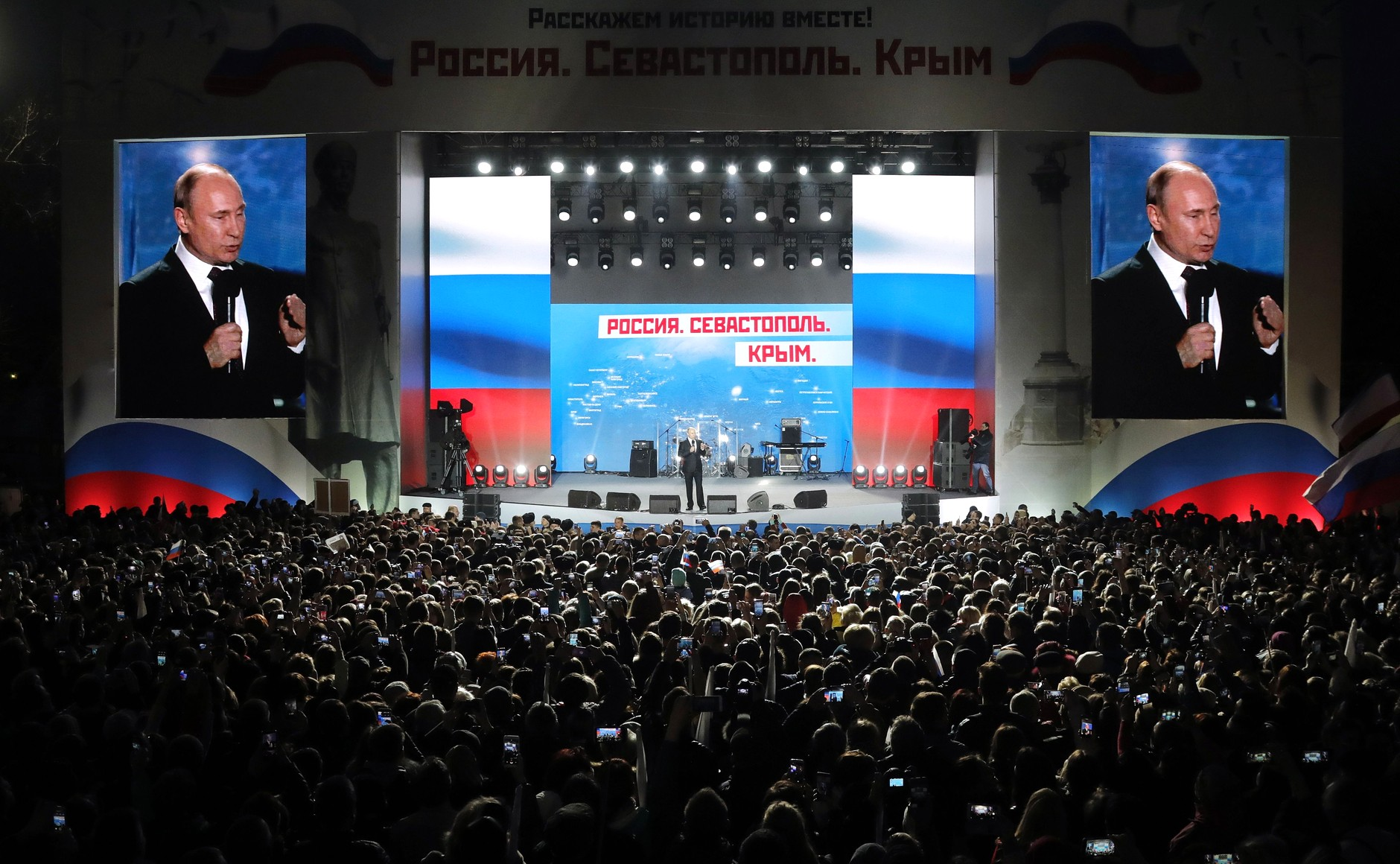
Выступление Владимира Путина в Севастополе на объединённом митинге-концерте «Россия. Севастополь. Крым» (2018)

Путини́зм, пу́тинский режи́м — политическая система правления первых десятилетий XXI века в России, сложившаяся в период правления Владимира Путина, а также идеология: смешанное множество разрозненных консервативных идей.
Правление Путина характеризуется как личностная диктатура. Чертами сформировавшегося «путинизма» являются несвободные выборы, институциональная коррупция, цензура, система репрессий против гражданского общества, консервативная и антилиберальная идеология, политические убийства.
«Путинизм», особенно после 2012 года, получает поддержку населения, полагаясь на групповые эмоции и делая национальную идентичность основной для самоосознания россиянина. Используя для удержания режима нарратив о противостоянии странам Запада, он привёл к войне России с Украиной, потере жизней многих тысяч мирных жителей Украины, гибели или ранению более двух тысяч детей и потере десятков или сотен тысяч жизней военных как со стороны Украины, так и России.
Политика «путинизма» привела к международной изоляции России, международным санкциям, а в глобальном масштабе — к навязыванию международному сообществу крупнейшей войны в Европе с окончания Второй мировой.
Исследователи национализма, такие как Александр Мотыль и Тимоти Снайдер, описывают режим правления Путина как фашистский.

## Краткая характеристика понятия
Авторы исследования ВЦИОМ «„Путинизм“ как социальный феномен и его ракурсы» 2018 года выделяют три подхода к характеристике «путинизма»:
- «Путинизм» как персонализм — на первый план выводятся личностные особенности Владимира Путина, на основе чего делается вывод, что с уходом Путина «путинизму» наступит конец;
- «Путинизм» как «органический антидемократизм», когда на первый план выходят комплексные нарушения демократических норм, корни которых исследователи видят в склонности населения России к автократии, авторитаризму и тоталитаризму;
- «Путинизм» как функциональное явление — «путинизм» рассматривается как наиболее функциональный ответ на вызовы времени.

Как замечает американский историк и политолог Вальтер Лакер, успешное определение «путинизма» пока не сформулировано. По мнению профессора политических наук Брайана Тейлора, «путинизм» — это одновременно система правления (как официальная, так и неформальная) и комплекс идей, эмоций и привычек.
Доктор политических наук Степан Сулакшин, анализируя понятие «путинизм», рассматривает его как политический режим (политическую практику как лидера с его командой, так и правящей группировки), который он называет «приватизированным государством».
По мнению политолога Арнольда Бейхмана (2007), «путинизм в XXI веке стал таким же расхожим определением, каким был „сталинизм“ в XX веке». С момента прихода к власти в 1999 году «Путин вдохновил на выражение лести, какую Россия не слышала со времён Сталина». С другой стороны, британский журналист Роджер Бойс считает Путина скорее современным Брежневым, нежели Сталиным.
Колумнист Джордж Уилл называл «путинизм» «национал-социализмом, лишённым демонического элемента его первооткрывателя». Некоторые также отмечают, что нынешний Путин придерживается «неосоветских» взглядов, особенно в отношении общественного порядка и военно-стратегической обороны.
Антрополог, профессор Европейского университета в Санкт-Петербурге Александр Панченко считает, что идейной рамкой ключевых нарративов эпохи Путина стало причудливое сочетание геополитических фантазий, конспирологии и морального алармизма, а радикальная конспирологическая картина мира оказалась популярна не только в массовой культуре, но и в среде политического истеблишмента.
Психолог Александр Эткинд считает путинский режим крайне правым политическим движением. И хотя у этого режима есть много схожего с тоталитарной сектой, с точки зрения социальных наук уподоблять это будет неверно.
Специалист по авторитарной политике и конфликтам Александр Матовский отмечает, что «путинизм» зачастую рассматривают как строй, приверженый принципам реальной политики либо находящийся под сильным влиянием персональных черт Путина. Исследователь указывает, что клептократические черты режима, а главным образом начало войны, делают более вероятной «оруэлловскую» версию о том, что начало войны связано со внутренними проблемами, а затем она превратилась в единственный источник легитимности, при этом режим не способен ни победить, ни остановить войну.

## История термина
Первые упоминания «путинизма» имеют публицистический характер. В России этот термин впервые использовал Андрей Пионтковский в своей статье «Путинизм как высшая и заключительная стадия бандитского капитализма в России», опубликованной 11 января 2000 года в газете «Советская Россия» и — в тот же день — на сайте партии «Яблоко». Пионтковский охарактеризовал «путинизм» как высшую и заключительную стадию бандитского капитализма в России, стадию, на которой буржуазия выбрасывает за борт знамя демократических свобод и прав человека, и для которой характерны война, «консолидация» нации на почве ненависти к какой-то этнической группе, наступление на свободу слова и информационное зомбирование, изоляция от внешнего мира и дальнейшая экономическая деградация. Пионтковский назвал «путинизм» контрольным выстрелом в голову России и сравнил Ельцина, назвавшего Путина своим преемником, с Гинденбургом, назначившим Гитлера рейхсканцлером.
Распространение за рубежом термин «путинизм» получил после статьи Уильяма Сафайра для The New York Times.
В научный обиход термин «путинизм» был введён политологом Вячеславом Никоновым в 2003 году в отношении политической системы, которая установилась в России после прихода к власти Владимира Путина в 2000 году, и его идеологии.

## Идеология путинизма

### Персонализм
Курс и политический режим России, согласно представлениям персоналистов, определяется личностью Путина. Характерные черты культа личности Путина — маскулинность и мачизм. Считается, что культ личности возник к 2002 году.
По-разному оценивается соотношение в современном политическом режиме России черт, связанных именно с персоной лидера. В персоноцентричном «режиме Путина» находят черты голлизма и бонапартизма.
Профессор университета Беркли Стивен Фиш описывает «путинизм» как форму консервативной, популистской и персоналистской автократии, которую называет формой самодержавия.
М. А. Краснов видит предпосылки к персоналистскому режиму в Конституции РФ.

Политолог Владимир Гельман наблюдает в современной России классические черты персоналистского авторитаризма.

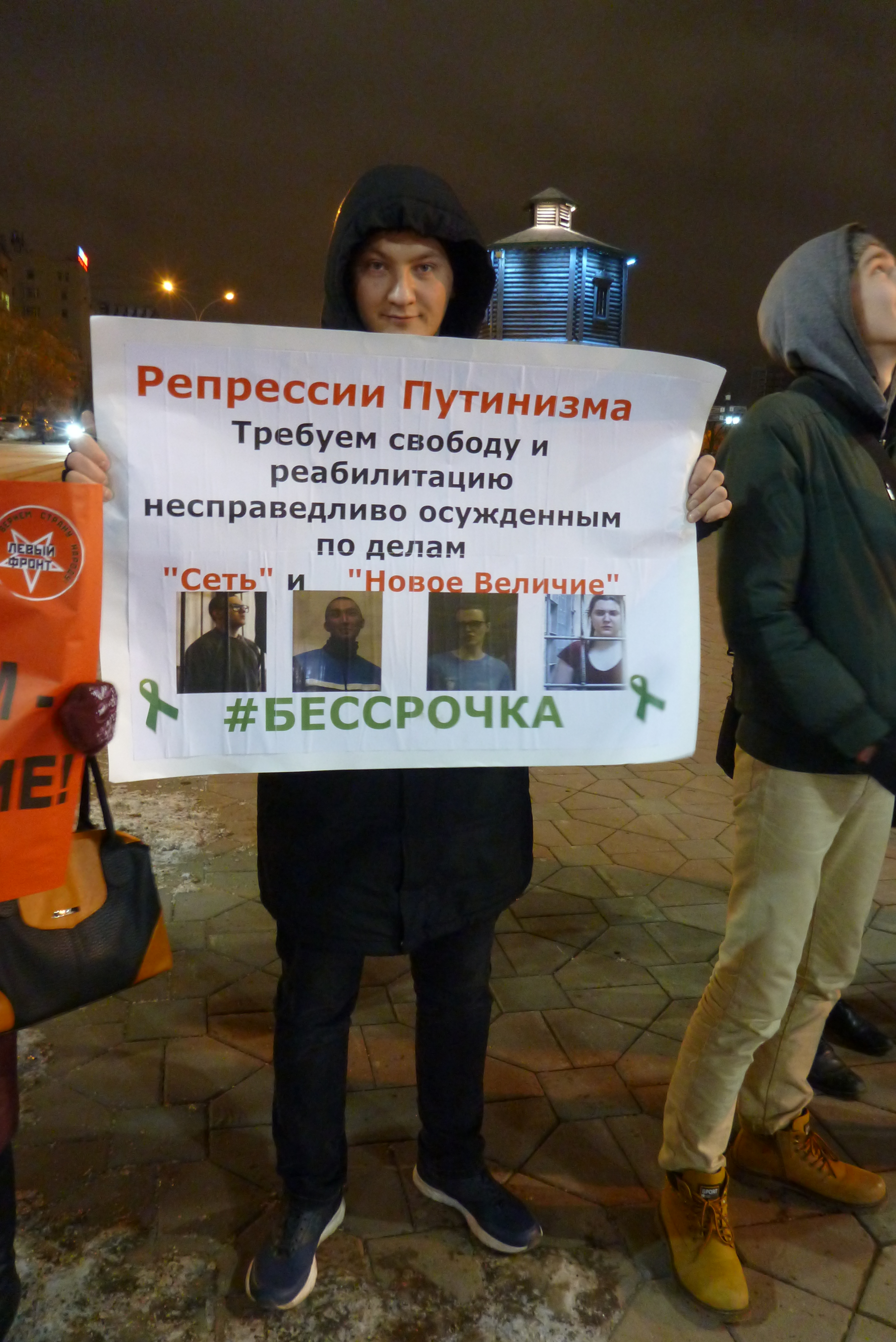
Протест против репрессий путинизма в Екатеринбурге (2018)

### Противопоставление демократии
Представители данного направления противопоставляют «путинизм» западным ценностям, представляют его как «антиидеологию», объясняя его причины консерватизмом, национализмом и «русским характером», при этом постулируется дисфункциональность путинизма, связанная с его несоответствием западным моделям развития.
Основные характерные черты «путинизма» как антидемократизма:
- политический антидемократизм (фиктивная оппозиция, контроль над СМИ, централизация власти и пр.);
- практический консерватизм (сопротивление переменам извне, приоритет стабильности и др.);
- национальные интересы России (империализм, антиамериканизм и пр.);
- традиционализм (сексуальная ксенофобия, религиозность и пр.).

По мнению сербского политолога Зорана Милошевича, «критики путинизма» противопоставляют его «западным ценностям либеральной демократии».
Марк Урнов и Валерия Касамара выделяют как установившиеся среди политологов следующие признаки политической системы России, отличающие её от базовых принципов конкурентной политики:
- централизация[43], сильная президентская власть[47], усиленная ещё при Ельцине[48], резкое ослабление политического влияния региональных элит и большого бизнеса[46];
- установление прямого или косвенного государственного контроля над главными телеканалами страны, цензура[46][49][50];
- постоянно нарастающее по масштабам использование «административного ресурса» на выборах регионального и федерального уровней[46][49]. Выборы не оказывают влияния на формирование реальных центров власти[50];
- фактическая ликвидация системы разделения властей, установление контроля и доминирование исполнительной власти над судебной[46][49] и законодательной системами[50];
- формирование непубличного стиля политического поведения[46][49].

Другие исследователи, оппозиционные политики и журналисты выделяют также следующие признаки «путинизма»:
- монополизация политической власти в руках президента[49];
- приоритет государственных интересов над интересами личности, ограничение прав граждан[43][49], репрессии в отношении гражданского общества[43];
- репрессии[51], создание образа «осаждённой крепости», трактовка оппозиции как враждебной силы[49] и её вытеснение из политического поля административными методами[29];
- культ личности Путина[52], воплощение в нём государственной преемственности после психологической травмы от распада СССР[29];
- режим бюрократии и авторитаризма[53], наличие слитой с бюрократическим аппаратом правящей партии[49][53];
- госкорпоративизм[52][53];
- сильный контроль государством собственности[47];
- агрессивная внешняя политика[43];
- ориентация на порядок и консервативные ценности[29];
- идеология национального величия[29];
- антиамериканизм[29], антиевропеизм и евроскептицизм;
- усиление роли правоохранительных органов[53];
- «полутора-партийная» система, как в послевоенной Италии[53];
- ликвидация и маргинализация неподконтрольных власти политических партий[50];
- обскурантизм (целенаправленная архаизация массового сознания)[51] и традиционализм;
- сословность (формирование сложносоставного класса новых дворян, наделённых особыми правами, отличными от прав простолюдинов)[51];
- общерусский вариант ультранационализма, смещающий россиян на позицию господствующей арийской нации[54].

Термин «путинизм» чаще всего имеет отрицательную коннотацию, когда используется в западных СМИ, обозначая государственный строй современной России, где силовики, являющиеся друзьями Путина или ранее работавшие с ним в Санкт-Петербурге и в органах государственной безопасности, контролируют большую часть власти. Социолог Лев Гудков использует термин «путинизм» для описания современных политических особенностей России и описывает его как особый тип пост-тоталитарного авторитаризма, в котором политическая полиция получает власть от имени частных интересов бюрократических кланов или корпораций, таким образом отрицая чисто персоналистскую природу «путинизма». Тимоти Фрай не видит сильного отличия россиян от жителей других стран и отрицает термин Homo Soveticus. Известный в России публицист Питер Сучиу в 2010 году определял Владимира Путина как убеждённого фашиста из-за его связанных с Олимпиадой усилий.
Сторонники функционального «путинизма» утверждают, что причины существования «путинизма» заключаются не в особенностях российского населения и не в личности президента, а в том, что «путинизм» предлагает наиболее функциональные ответы на вызовы, и, раз «путинизм» существует долгое время, то он не может быть полностью дисфункциональным.
Сербский политолог Зоран Милошевич описывал «путинизм» как функциональное явление — как либеральную идеологию, опирающуюся на демократию, рынок, суверенитет, качество и уровень жизни.
Представители «нового бонапартизма» одним из таких вызовов усматривают объективную потребность населения в стабильности после периода травматичных перемен.
Я. Шимов и П. Понаитов в работе 2008 года называли «путинизм» демократическим «виртуальным бонапартизмом», который российская элита — капиталистическая буржуазия — использует для достижения собственных целей.
К. Карриго отмечает, что в прессе и экспертном сообществе Китая историческая оправданность и целесообразность «путинизма» никем не оспаривается.
М. Лорелль отмечает схожесть «путинизма» с голлизмом (возникли после потрясений; цензура; вытеснение оппозиции; традиционализм; консерватизм).
Профессор Университета Копенгагена Михаил Суслов специализирующийся на истории современной России, отстаивает точку зрения, что «путинизм» — это полноценная идеология. Ядро «путинизма» он описывал тремя понятиями: идентитарный консерватизм, правый популизм и коммунитаризм. Суслов считает, что либеральной России не будет в ближайшие несколько поколений, но есть хорошая альтернатива «путинизму» — социал-демократия.

## Исторические корни путинизма

### Аналогия с царизмом
Британский еженедельник The Economist указывает на аналогию политического режима при Путине с российской монархией Романовых. По мнению журнала, Владимир Путин, начиная с момента прихода к власти, сознательно пытается создать образ нового русского царя. Как и царь, он представляет себя «собирателем русских земель». Кроме того, Путин, работая с историческими аналогиями, пытается представить период после распада СССР не как переход к рыночной экономике и демократии западного образца, а как период хаоса, напоминающего Смутное время в конце XVI в. Издание также отмечает, что бывшие коллеги Путина по КГБ охотно поддержали такую аналогию. Так, в 2001 году руководитель ФСБ Николай Патрушев, назвал себя и своих подчинённых «государевыми людьми» — новым дворянством. По мнению The Economist, в годы правления Путина возник новый правящий класс, объединённый родством, кумовством и семейными связями. Издание отмечает, что многие высшие менеджеры государственных компаний в нефтегазовой и банковской сферах — это дети близких друзей Путина или его коллег по КГБ. По мнению журнала, своё стремительное незаконное обогащение они рассматривают не как коррупцию, а как должную награду за верную службу.
Кроме того, правление Путина часто сравнивают с периодом правлением императора Николая I, который сопровождался подавлением восстания декабристов и инакомыслия, ужесточением цензуры, усилением политического сыска в России, жестоким подавлением польского восстания и революции в Венгрии, а также кровопролитной войной на Кавказе. Реакция Кремля на события на Украине в 2013 году напоминает ответ царя Николая I на волнения в Европе в 1848—1849 гг, который сопровождался сильным реакционными движением и введением жёсткой цензуры в Российской империи. Реакционное правление Николая I закончилось провальной Крымской войной. Сам Путин отзывался о Николае I как о «неординарной личности». Министр культуры РФ Мединский сравнивал Путина с Николаем I как «подлинных русских европейцев». Политолог Екатерина Шульман сравнивает путинскую Россию с полуразрушенным, по мнению Шульман, самодержавием России начала XIX века:
Тогда царь Николай I руководил коррумпированной гражданской и военной бюрократией, которая привела страну к катастрофической войне в Крыму, загнала экономику в застойный тупик. Николай I признавал, что тогда страной правило 300 клерков. Сейчас этих бюрократов больше полутора миллионов.

### Сопоставление со сталинизмом / большевизмом
В риторике Путина абсолютно отсутствует марксистская терминология, которая доминировала идеологию большевизма и сталинизма. Марксистские идеи Путина не интересуют. Возможно, по этой причине политолог Владимир Гельман считает, что несмотря на усилия пропаганды и вмешательство в экономику, к 2023 году нет выраженных основных черт, которые были присущи советскому режиму тридцатых — пятидесятых годов, и не очень понятно, возможны ли такие изменения в принципе. По его мнению, у тех людей, которые проводят такие параллели, преобладает не только неприятие того, что делают российские власти, но и некоторое непонимание того, как функционировала советская система управления.

### Исторические параллели с нацизмом
Общие черты «путинизма» находят не только со сталинизмом, но и с нацизмом. Уже в самом начале российско-украинской войны обозреватели отметили аналогии между высказываниями и действиями Путина во время вторжения на Украину в 2022 году и риторикой и действиями Гитлера перед и в начале Второй мировой войны. Так бывший заместитель министра обороны США Дов Закхейм утверждает, что существует сходство между риторикой Гитлера при захвате Судетской области и риторикой Путина при вторжении в Украину — Гитлер говорил, что в Судетской области живут немцы, которые не хотят быть в составе Чехословакии, Путин утверждает, что в ДНР и ЛНР живут русские, которые не хотят быть в составе Украины и подвергаются притеснениям со стороны украинского правительства. То же самое отмечает историк Бенджамин Натанс, добавляя, что Путин может быть мотивирован чувством национального унижения после распада СССР, как Гитлер был мотивирован поражением Германии в Первой мировой войне. Российский президент обвиняет Украину в неонацизме. Парадокс заключается, однако, в том, что неонацистские тенденции проявляют себя, скорее, в авторитарной России, а не в демократической Украине. В связи с этим Тимоти Снайдер считает, что один из методов «путинизма» — будучи фашизмом (или рашизмом) — клеймить других как фашистов.

## Политическая система России при Путине
Термины «политический режим Путина», «авторитаризм», «информационная автократия», «диктатура обмана», «управляемая» или «суверенная демократия», «гибридный режим» и т. д., в российской научной литературе применительно к комплексному описанию российской реальности выполняют ту же понятийную функцию, что и «путинизм». Профессор Гарвардского Университета Стивен Левицкий, профессор политологии из университета Торонто Лукан Вэй, политолог Екатерина Шульман и директор нидерландской проевропейской и проатлантической научно-исследовательской некоммерческой организации «Цицерон» Марсель ван Херпен в 2010-х годах называли Россию «гибридным режимом», в которой присутствуют и демократические, и авторитарные черты, однако в среде специалистов соотношение различных черт остаётся дискуссионным.
По мнению политолога Екатерины Шульман, режим Путина в 2018 году являлся гибридным режимом:
Все наши режимы — и Ельцина, и раннего Путина-реформатора, и Путина-стабилизатора, и Медведева-модернизатора, и Путина третьего срока — это все один и тот же режим, который трансформируется. Эти трансформации нелинейны, нет единого вектора типа «от хаоса к порядку» или «от демократии к диктатуре». Режим развивается зигзагами, в каждый исторический момент в нём сосуществуют островки условной свободы и зоны тотального контроля, в соответствии с перемещающимся вектором государственного внимания и общественного запроса. Гибкость и адаптивность — преимущество гибридов перед классическими диктатурами и тоталитарными моделями. Это позволяет им жить долго.
Описывая политическую систему России, Шульман замечает, что в политическом пространстве доминирует государство, Государственная дума контролируется пропрезидентской партией «Единая Россия», а власть сконцентрирована в руках силовиков и экономической бюрократии, и, несмотря на модернизационные волны, режим направлен на самоконсервацию. Государство в России доминирует в политическом поле и, используя властные полномочия, диктует условия другим политическим субъектам.
По мнению политолога Лилии Шевцовой, Путин стал стабилизатором гибридной системы легитимизации персонифицированной власти демократическим способом, которую начал выстраивать Ельцин, укрепив персональную власть президента и контроль бюрократии («вертикаль власти»). С фигурой Путина связывается централизация и Владимир Согрин описывает стиль управления Владимира Путина как просвещённый авторитаризм.
Политолог Андреас Умланд указывает, что до 2004 года Путин постепенно ограничивал возможность реально осуществлять основные политические права и всё активнее препятствовал демократическим процессам. С 2005 года стали предприниматься попытки сформировать новую государственную идеологию, предусматривающую единую партию и национальную церковь. С 2007 года «Единая Россия» превратилась из всего лишь гегемониальной в теперь уже явно доминирующую политическую организацию законодательной ветви власти, а другие партии стали лишь декорацией для неё в Госдуме и региональных парламентах, подобно той роли, которую выполняли «блоковые партии» Национального фронта ГДР. Умланд связывает этот процесс с реакцией на «Оранжевую революцию» на Украине и определяет созданный при Путине политический режим как «паратоталитарный».
Политолог, доктор наук Александр Матовский в 2023 году отмечает следующие признаки режима Путина:
- риторика обвинения внешнего врага в экономических проблемах, источником которых является война
- готовность принятия «вассалитета» перед Китаем, если это решит экономические проблемы;
- восприятие осторожности Запада как слабости;
- способность на неспровоцированную эскалацию, в том числе с применением ядерного оружия;
- сохранение режима важнее военных успехов, поэтому совершаются бессмысленные с военной точки зрения атаки на укрепленные позиции и гражданскую инфраструктуру;
- опора на конфликт как источник легитимности и повод к усилению авторитаризма, пусть даже этот конфликт не в интересах России — конфликт сохраняет свою роль пока можно поддерживать иллюзию возможности победы;
- неспособность остановки войны, так как режим Путина может не пережить предъявления ему претензий в связи с многочисленными жертвами боевых действий.

### Борьба с политической конкуренцией
Одним из методов борьбы власти против оппозиции является создание так называемых «спойлеров» — партий или кандидатов, которые оттягивают голоса у политических конкурентов. По оценке Аркадия Любарева, в 2013 году в России насчитывалось 13 таких партий. Восемь из 36 партий в 2020 году не имели доходов и расходов, что является признаком партии-спойлера.
Например, партия «Новые люди» была зарегистрирована в кратчайшие сроки, и со стороны властей не было попыток помешать этому процессу. Примером обратной ситуации могут считаться девять попыток регистрации партии «Россия будущего» во главе с Алексеем Навальным или приостановление деятельности «Гражданской инициативы», когда её возглавил Дмитрий Гудков. Во-вторых, «Новые люди» были созданы практически одновременно с такими партиями, как «За правду», «Партия прямой демократии» и «Зелёная альтернатива». Кроме того, лидер «Новых людей» Алексей Нечаев является членом Центрального совета Общероссийского народного фронта, возглавляемого Владимиром Путиным. Также партию обвиняют в связях с действующей властью. Так, в декабре 2020 года кампанию партии возглавил близкий к администрации президента политтехнолог Евгений Минченко. Согласно источникам «Открытых медиа» в руководстве партии, окружении Нечаева и администрации президента, новый состав предвыборного штаба должен отрегулировать стратегию партии так, чтобы конституционное большинство в Государственной думе осталось за «Единой Россией», а «Новые люди» вернулись в свою электоральную нишу — образованный средний класс 18−30 лет.
Партию «Коммунисты России» и её председателя Сурайкина обвиняют в том, что его партия выполняет заказ «Единой России» и Администрации президента по оттягиванию голосов КПРФ.

## Критика термина
Использование термина «путинизм» в российской науке менее распространено из-за самоограничений этического плана. Научное осмысление данного термина находится на ранних этапах и в отдельных областях носит настолько рудиментарный характер, что для осмысления понятия приходится обращаться к публицистическим источникам.
Встречающемуся утверждению о том, что корни «путинизма» лежат в «неполноценности» русского народа, противоречит то, что идеология «путинизма» находит приверженцев в странах Запада (такие политики, как С. Курц (Австрия), А. Ципрас (Греция), В. Орбан (Венгрия), Д. Трамп и П. Бьюкенен (США). Д. Брукс считает, что Путин является примером для консерваторов-популистов в таких странах, как Франция, Италия, Филиппины. Ф. Закария считает, что политические воззрения Р. Эрдогана (Турция), Марин Ле Пен (Франция), Г. Вильдерса (Нидерланды) и Н. Фаража (Великобритания) ближе к ценностям путинской России, чем к ценностям либеральной демократии.
Представители позиции «путинизма» как органического антидемократизма порою скатываются к русофобии и антисоветизму. В американской прессе использование термина «путинизм» сопровождается негативно окрашенной эмоциональной лексикой. По утверждениям А. Рюмина, термин «путинизм» содержит отрицательную коннотацию:
Современная Россия, находящаяся под властью путинского режима, преподносится в качестве страны, находящейся во власти морального безумия (moral insanity), а российская политическая культура рассматривается в качестве психопатической, тиранической и представляющей собой откровенный макиавеллизм.
По утверждениям С. Коэна, нейтральная оценка политики российского лидера невозможна из-за его демонизации и следования стереотипам холодной войны.
В то время как критики режима 2018 указывали, что основанный на ресурсной экономике режим стремился к консервации, либеральное меньшинство имело значительное влияние среди элит, а идеологические разногласия по поводу событий на Украине оставались предметом споров; сторонники «путинизма», напротив, считали, что события 2014—2015 годов сплотили российское общество вокруг ценностей «посткрымского консенсуса», что в социально-экономической сфере происходило медленное развитие, общество адаптировалось к стагнации, а характер российской политики по большей части прагматичный.

### Комментарии
1. ↑  Государственные телеканалы называют ельцинский период 1990-х не иначе как «лихие 90-е»